# Expedició 54
L'Expedició 54 va ser la 54a estada de llarga durada a l'Estació Espacial Internacional, que va començar a partir de la sortida de la Soiuz MS-05 el 17 de desembre de 2017 i va concloure a partir de la sortida de la Soiuz MS-06 el 27 de febrer de 2018. Aleksandr Missurkin, Mark Vande Hei i Joseph Acaba van ser transferits de l'Expedició 53, amb Aleksandr Missurkin prenent el paper del comandant. La transferència de comandament de l'Expedició 54 a l'Expedició 55 es va fer el 26 de febrer de 2018. L'Expedició 54 va finalitzar oficialment el 27 de febrer de 2018 23:08 UTC, amb el desacoblament de la Soiuz MS-06.

## Tripulació
| Posició            | Primera Part (desembre de 2017)             | Segona Part (Desembre de 2017 a febrer de 2018) |
| ------------------ | ------------------------------------------- | ----------------------------------------------- |
| Comandant          | Aleksandr Missurkin, RSA Segon vol espacial | Aleksandr Missurkin, RSA Segon vol espacial     |
| Enginyer del vol 1 | Mark T. Vande Hei, NASA Primer vol espacial | Mark T. Vande Hei, NASA Primer vol espacial     |
| Enginyer del vol 2 | Joseph M. Acaba, NASA Tercer vol espacial   | Joseph M. Acaba, NASA Tercer vol espacial       |
| Enginyer del vol 3 |                                             | Anton Xkaplerov, RSA Tercer vol espacial        |
| Enginyer del vol 4 |                                             | Scott D. Tingle, NASA Primer vol espacial       |
| Enginyer del vol 5 |                                             | Norishige Kanai, JAXA Primer vol espacial       |

FontNASA